# 소프레스파호

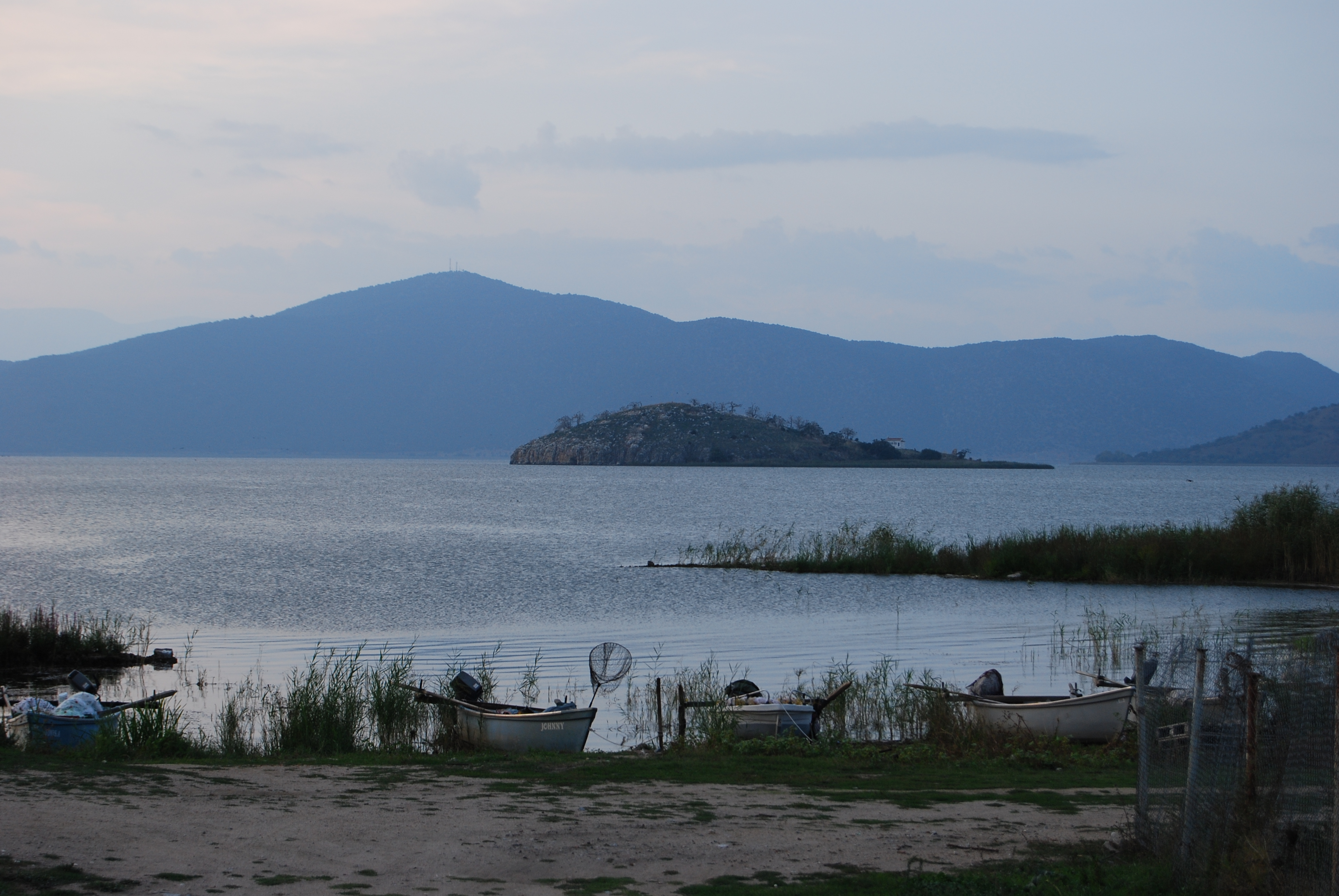
소프레스파호

소프레스파호(Λίμνη Μικρή Πρέσπα, 알바니아어: Prespa e Vogël, 마케도니아어: Мало Преспанско Езеро)는 그리스, 알바니아에 위치한 호수로 면적은 46.8km2, 최대 수심은 7.7m, 높이는 853m이다.
호수의 전체 면적 가운데 42.5km2는 그리스에, 4.3km2는 알바니아에 위치하며 인근에는 프레스파호가 위치한다. 오흐리드호에서 자생하는 고유종 146종, 프레스파호에서 자생하는 고유종 39종을 포함한 1,500종 이상의 고유종 생물들이 분포하고 있다. 그리스령과 알바니아령 소프레스파호는 람사르 협약에 따른 습지로 등록되어 있다.